# Urpo Kivikari
Urpo Kalevi Kivikari (Turku, 1939. október 1. – Turku, 2024. május 9.) finn közgazdász professzor, aki a Kelet-Európával és Oroszországgal folytatott kereskedelem kutatására szakosodott. 1964-2003 között a Turkui Gazdasági Főiskolán és a Turkui Egyetemen tanított. 1988–2003 között a Turkui Gazdasági Főiskolán a nemzetközi gazdasági kapcsolatok professzora volt.
Kivikari doktori címét 1972-ben, a Turkui Egyetemen szerezte.  
Kivikari ismert arról, hogy jó kapcsolatokat ápol Magyarországgal. 1989–1995 között a Finn–Magyar Társaság alelnökeként, 1989-1992 között a Finn–Magyar Társaság turkui alapszervezetének elnökeként tevékenykedett. 1989-ben kinevezték Magyarország tiszteletbeli konzuljává, 2018-ban tiszteletbeli főkonzuljává – 2019-ben, 80. évében leköszönt e posztjáról.

## Elismerései
- 2009-ben Rácz István díjjal tüntették ki a két ország közötti kulturális kapcsolatok előmozdításáért.[4]
- 2012-ben vehette át a Magyar Érdemrend Tisztikeresztje magyar állami kitüntetést.
- 2012-ben a Szegedi Tudományegyetem díszdoktorává avatták. [2]

## Főbb művei
- 1972: Kuluttajatalouksien varallisuuskäyttäytyminen. Turun yliopisto. (A háztartások pénzügyi magatartása. Turkui Egyetem)
- 1973: Talouden uusi mekanismi : Unkarin vuoden 1968 talousuudistuksen syyt, sisältö ja vaikutukset. Turun yliopisto. (Új gazdasági mechanizmus: Az 1968-as magyarországi gazdasági reform okai, tartalma és hatásai. Turkui Egyetem)
- 1978: SEV markkina-alueena. Yhdessä Reino Kanervan kanssa. Ekonomia-sarja, Weilin + Göös. (A KGST mint piac. Társszerző: Reino Kanerva. Ekonomia sorozat, Weilin + Göös.) ISBN 951-35-1674-1
- 1983: Itä-länsikauppa: erityisesti Suomen ja Itävallan tapausten avulla tutkittuna. Turun yliopisto. (Kelet–nyugat-kereskedelem: elsősorban Finnország és Ausztria példáján keresztül. Turkui Egyetem.) ISBN 951-642-311-6
- 1989: East-West Joint Ventures. Társszerző: S. O. Hansén. Institute for East-West Trade
- 1991: The current Situation and the Possible Developments in the Baltic Republics and the St. Petersburg Region. Institute for East-West Trade.1999: Suomenlahden kasvukolmio: Suomen, Viron ja Pietarin alueen integraation väline. Yhdessä Maarit Lindströmin kanssa. Turun kauppakorkeakoulu. (A Finn-öböl növekedési háromszöge: a Finnország, Észtország és Szentpétervár által alkotott terület integrációjának eszköze. Társszerző: Maarit Lindström. Turkui Gazdasági Főiskola.) ISBN 951-738-809-8

### Magyarul
- Urpo Kivikari–Yrjänä Tolonen: A finn-szovjet kereskedelem; Közgazdasági információs szolgálat, Bp., 1986 (Közgazdasági információs közlemények)